# Gnophos ochracearia
Gnophos ochracearia là một loài bướm đêm trong họ Geometridae.